# Вьетнамская Википедия
Вьетнамская Википедия (вьет. Wikipedia tiếng Việt) — раздел Википедии на вьетнамском языке.
Вьетнамская Википедия была открыта в ноябре 2002 года, но начала развиваться только после «перезапуска» в ноябре 2003 года.

## Статистика
По состоянию на 12 августа 2025 года вьетнамский раздел Википедии содержит 1 296 110 статей. Зарегистрировано 999 383 участника, из них 3084 совершили какое-либо действие за последние 30 дней, 14 участников имеют статус администратора. Общее число правок составляет 73 703 211.
Занимает 15 место по количеству статей среди всех разделов.

## История

Юбилейный логотип вьетнамской Википедии (июнь 2014)

Вьетнамский раздел был запущен в ноябре 2002 года, но практически не развивался, пока не был перезагружен в октябре 2003 года. Однако при написании 100 000-й статьи 12 сентября 2009 года статей, созданных ботом, насчитывалось лишь 5% от общего числа статей. Сейчас в проекте есть десятки тысяч статей-болванок, созданных в основном ботами и помеченных как стабы. Одна из особенностей вьетнамского раздела заключается в том, что в нём зарегистрировано большое количество участников, в сопоставлении с активными участниками. Начиная с 2012 года раздел периодически начал проводить массовые ботозаливки, в результате на июнь 2014 года 59% статей вьетнамского раздела созданы ботами.
Хронология:
- Ноябрь 2002 года — создание вьетнамского раздела
- 26 августа 2008 — 50 000 статей.
- 12 сентября 2009 — 100 000 статей.
- 7 апреля 2011 — 200 000 статей.
- 3 февраля 2012 — 300 000 статей.
- 12 апреля 2012 — 400 000 статей.
- 13 сентября 2012 — 500 000 статей.
- 4 июня 2013 — 600 000 статей.
- 16 июля 2013 — 800 000 статей.
- 15 июня 2014 — 1 000 000 статей.
- 22 июня 2014 года — вьетнамская Википедия обгоняет польскую, занимая десятое место.
- 28 июня 2014 года — вьетнамская Википедия обгоняет варайскую, занимая девятое место.
- 29 июня 2014 — 1 100 000 статей.
- 21 августа 2014 года — себуанская Википедия обгоняет вьетнамскую и смещает её на десятое место.
- 21 октября 2014 года — количество правок превысило 20 000 000.
- 5 ноября 2014 года — общее количество страниц во вьетнамском разделе превысило 3 000 000.
- 24 декабря 2014 — 1 111 111 статей.
- 27 октября 2015 года — польская Википедия обгоняет вьетнамскую и опускает её на 12 место.
- 20 января 2019 — 1 200 000 статей.

## Дело о саботаже
Из-за своей открытости для редактирования контента любым лицом, Википедия может быть более подвержена вандализму, чем некоторые сайты, которые не столь открыты.
Некоторые новостные сайты сообщают, что вьетнамская Википедия подверглась вандализму, в основном это касается статей о певцах, актёрах или персонажах.
Вандализм был направлен против Хо Нгок Ха, Бао Тхи, Нгуен Као Ки Дуен и королевы красоты с таким же именем Ки Дуен или Ньютон Исаак, а также против других лиц. Мисс До Ми Линь также участвовала в одноимённом мероприятии Ky Duyen в 2014  года.